# 丘比特向维纳斯抱怨

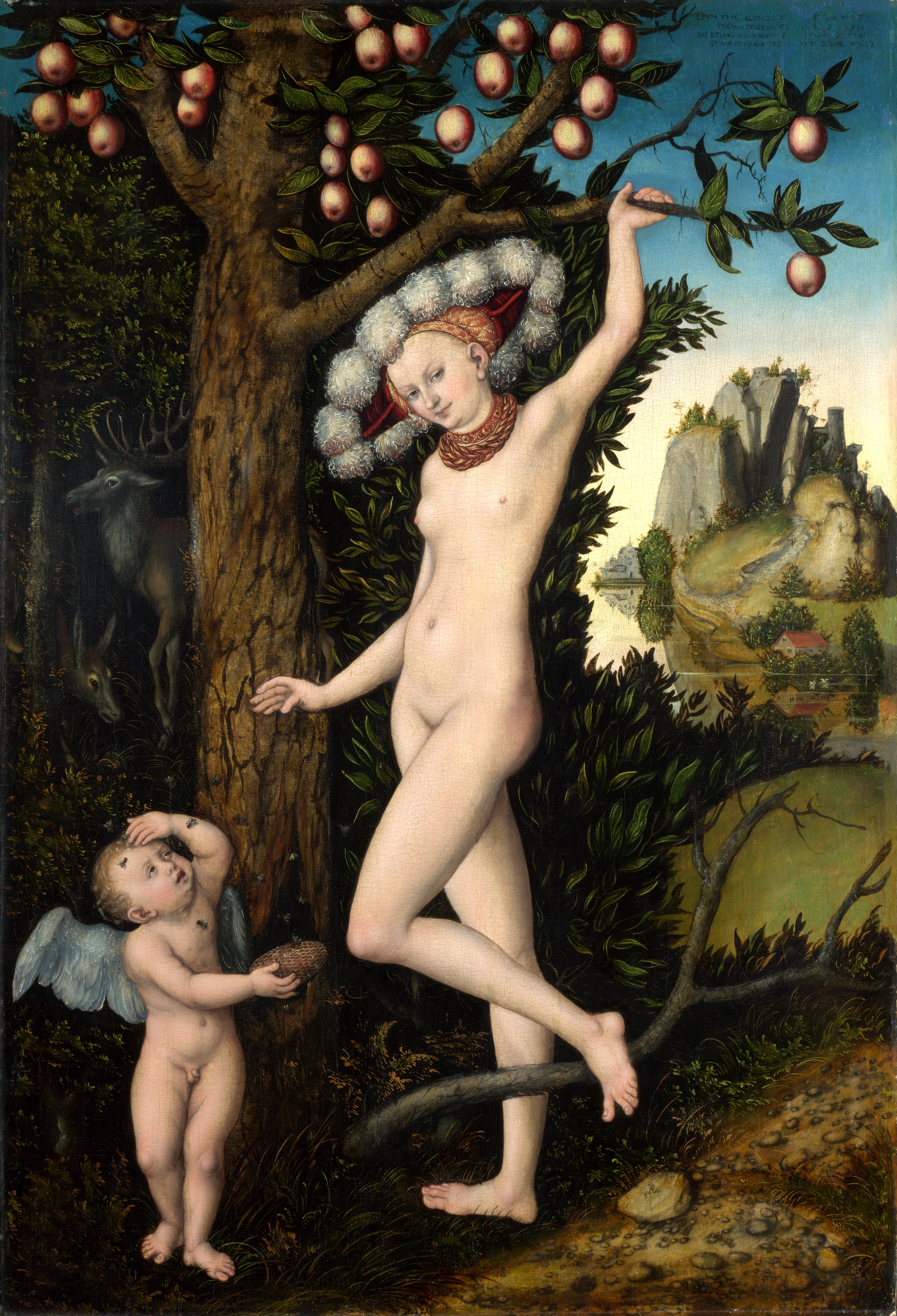
老卢卡斯克拉纳赫，丘比特向维纳斯抱怨，c。 1526–27，伦敦国家美术馆

《丘比特向维纳斯抱怨》是德国画家老卢卡斯·克拉纳赫的油画。克拉纳赫及其工作室已知有近20件类似作品，从 收藏于居斯特罗宫的最早版本（1527年），到 收藏于格拉斯哥巴勒珍藏馆的作品（1545年），其中的人物姿势各异，其他细节也各不相同。大都会艺术博物馆指出，现存版本的数量，表明这是克拉纳赫最成功的作品之一。

1963 年收藏于伦敦国家美术馆的版本可能是最早的。虽然没有标注日期，但专家们将其确定为 1526-1527年。它比大多数版本更精致，尺寸也更大。只有 居斯特罗 版本尺寸与之类似，而 罗马 博尔盖塞美术馆展出的版本（绘于1531 年）尺寸更大（有真人大小）。克拉纳赫画维纳斯和丘比特在一起，最迟开始于1509年的一幅画作，现在由圣彼得堡冬宫博物馆收藏。

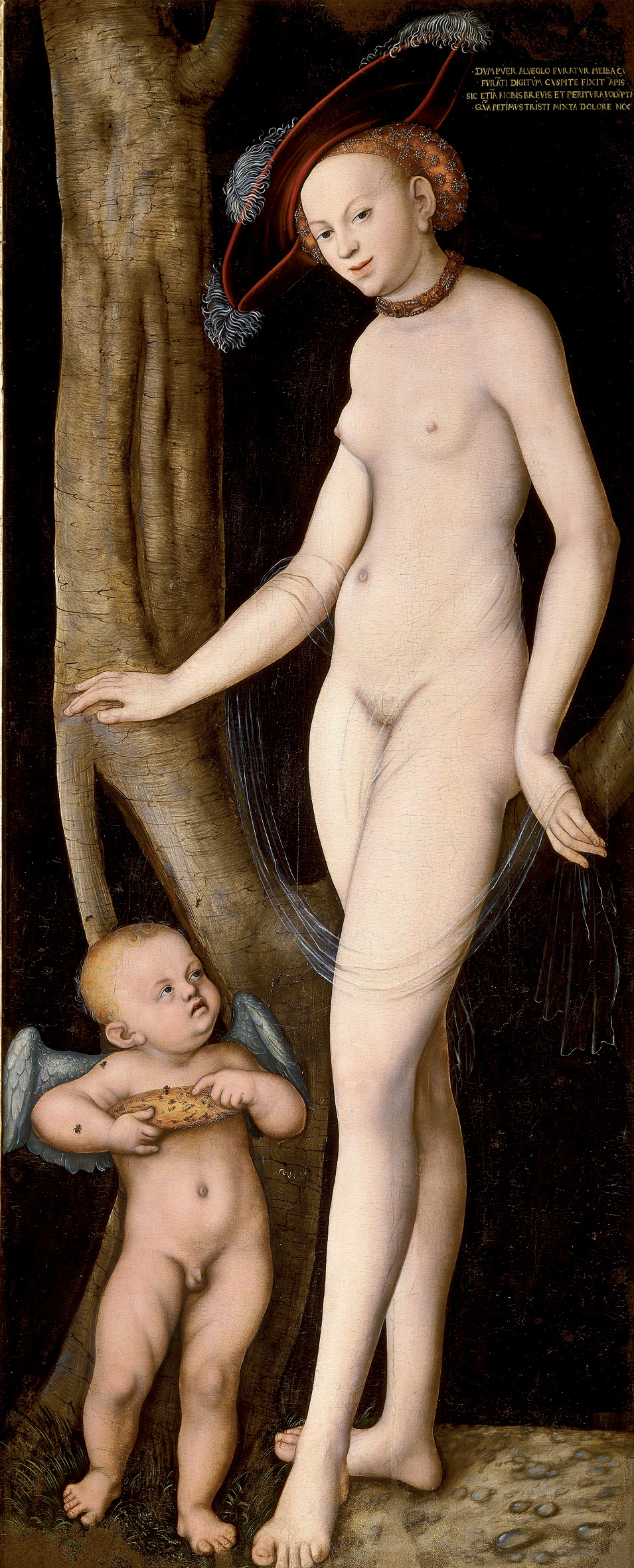
《维纳斯与手持蜂巢的丘比特》，罗马博尔盖塞美术馆，1531年
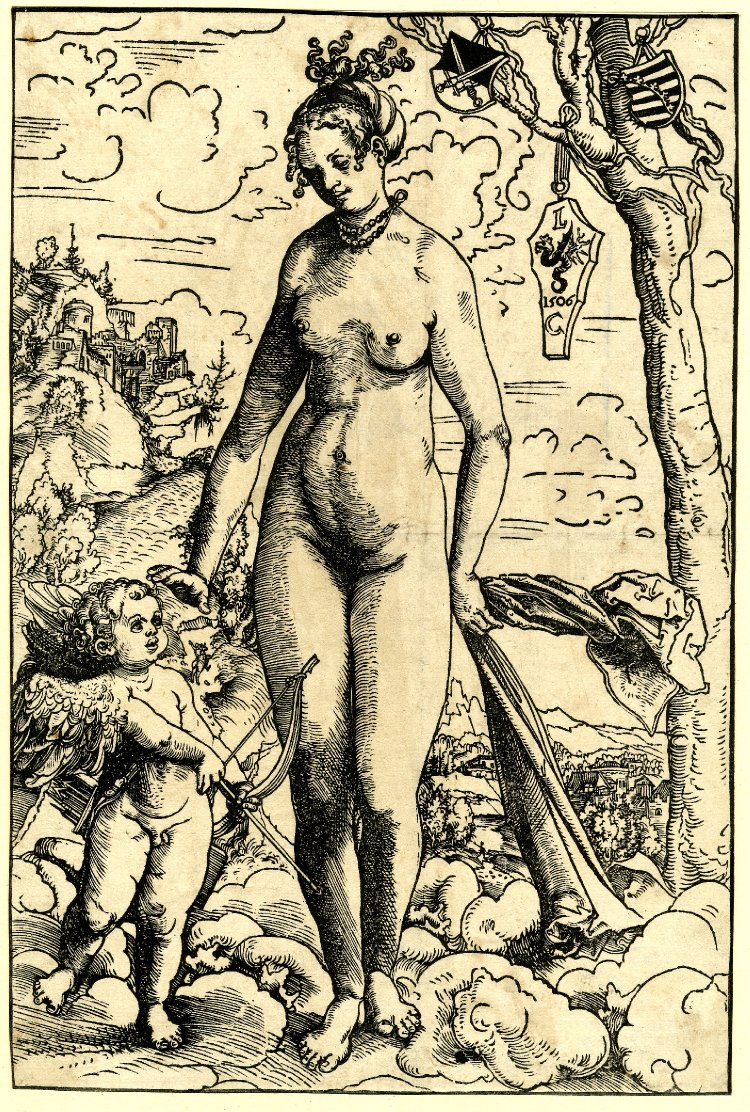
《维纳斯和丘比特》, 1508–1509年
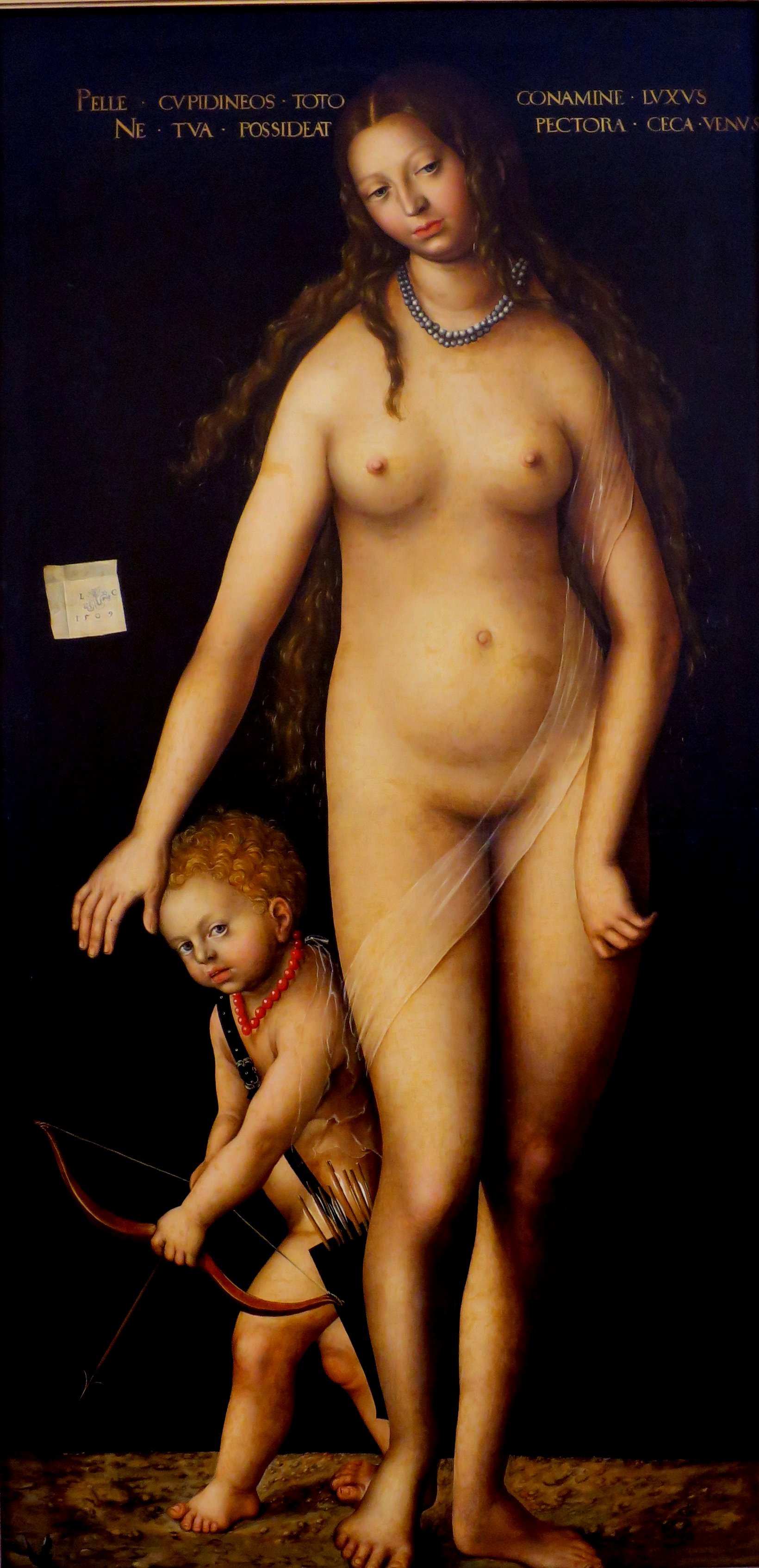
《维纳斯和丘比特》，冬宫，1509年
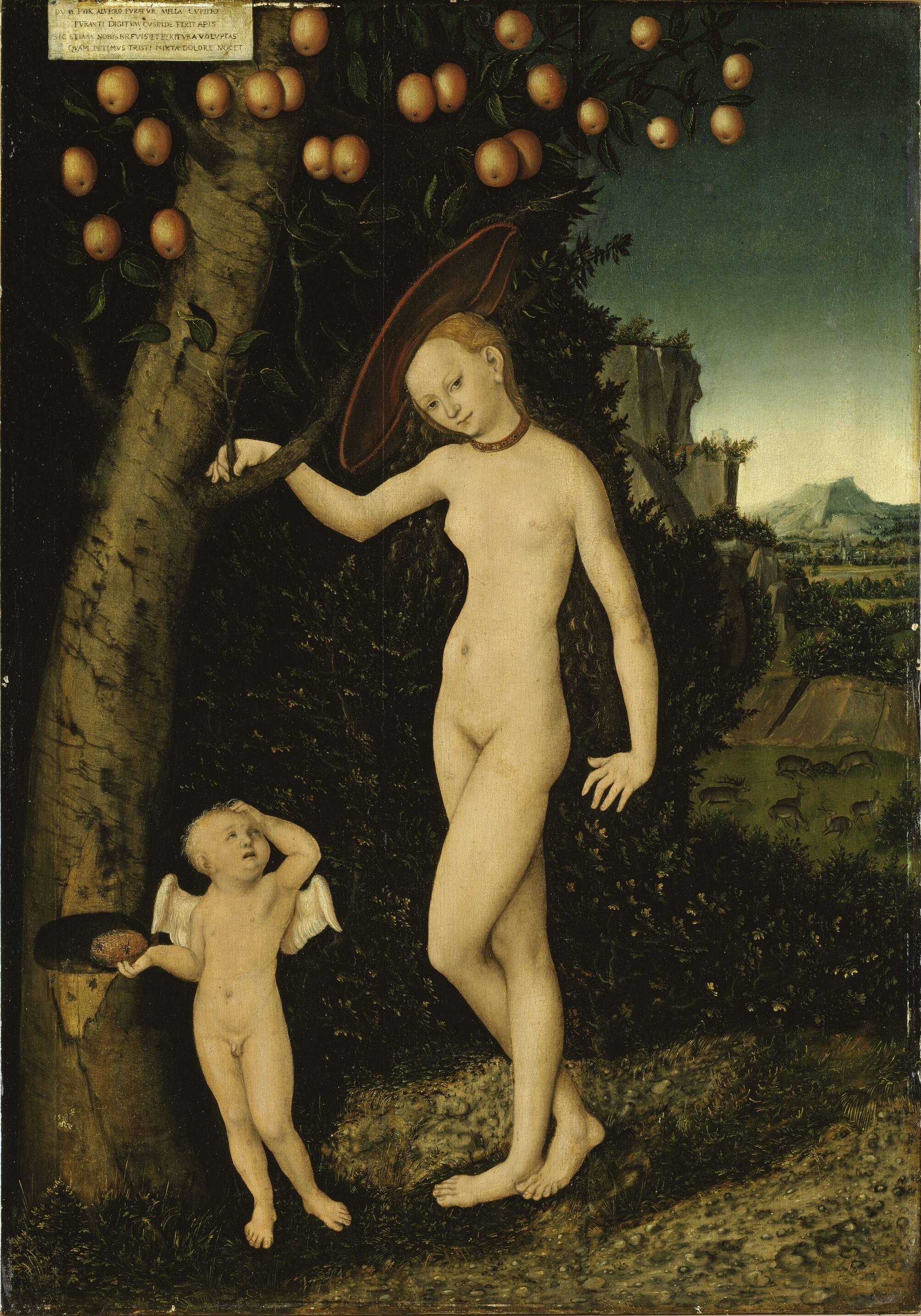
居斯特罗宫的版本，1527年
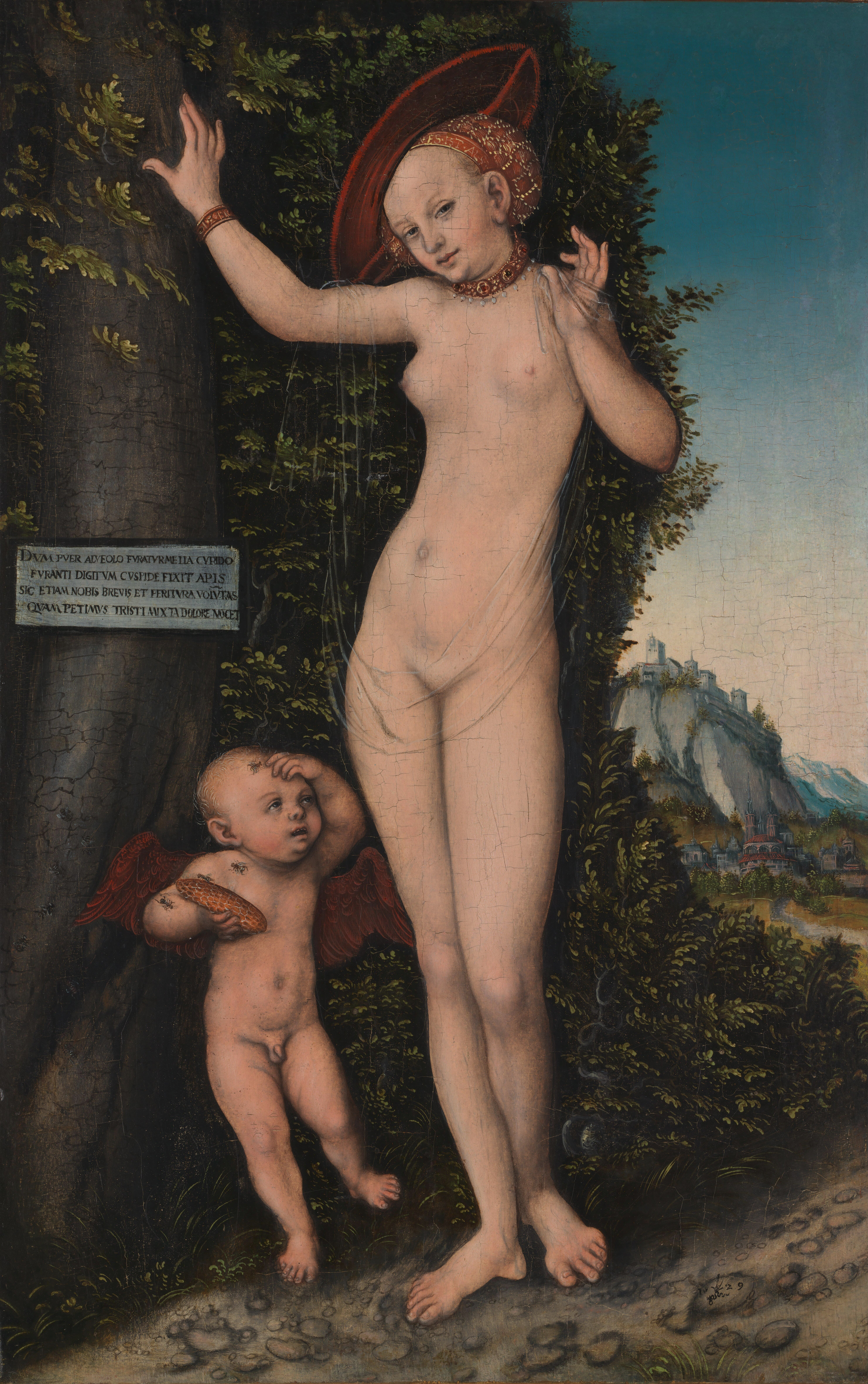
伦敦国家美术馆，1529年
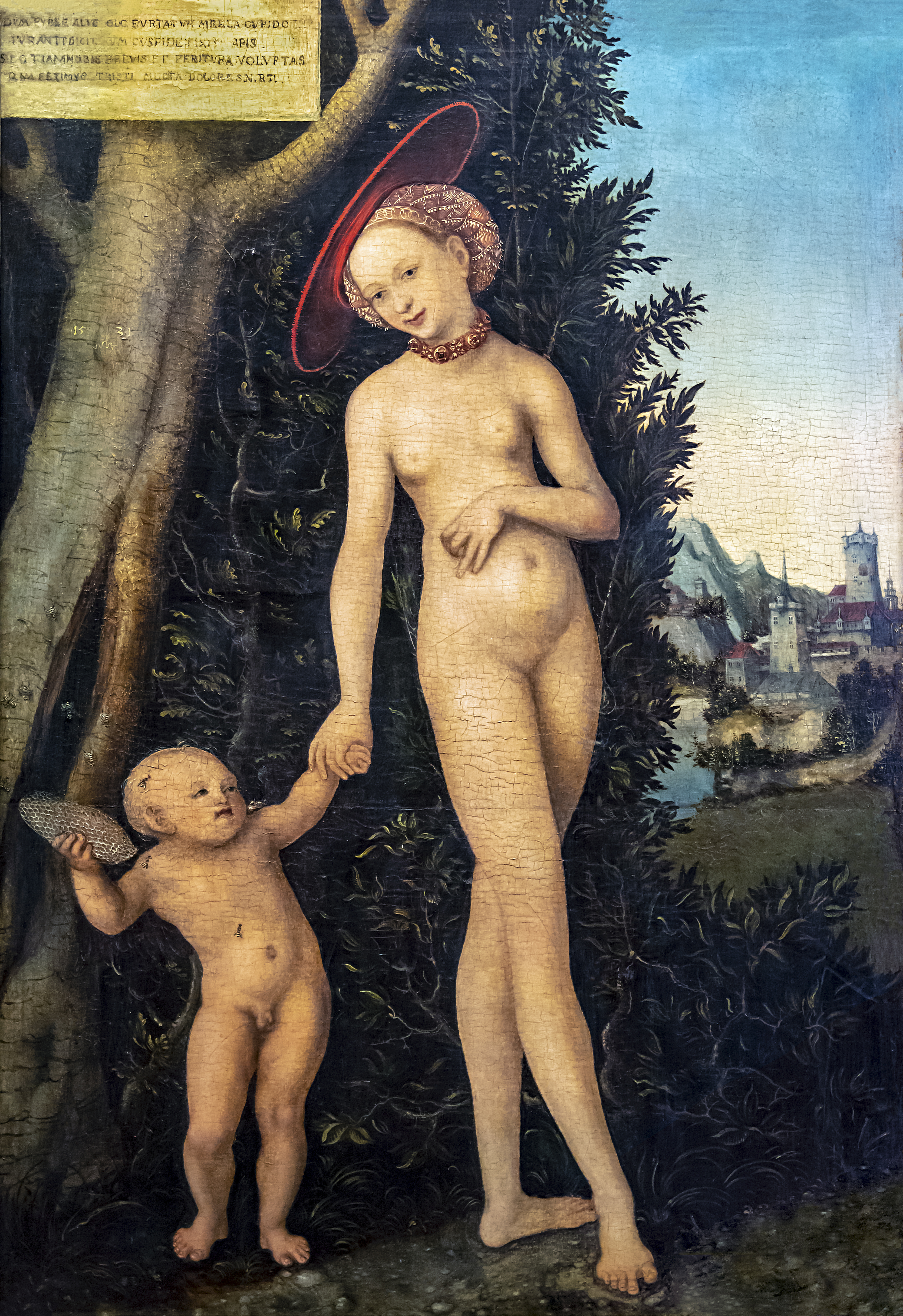
图卢兹阿塞扎公館版本，1531年
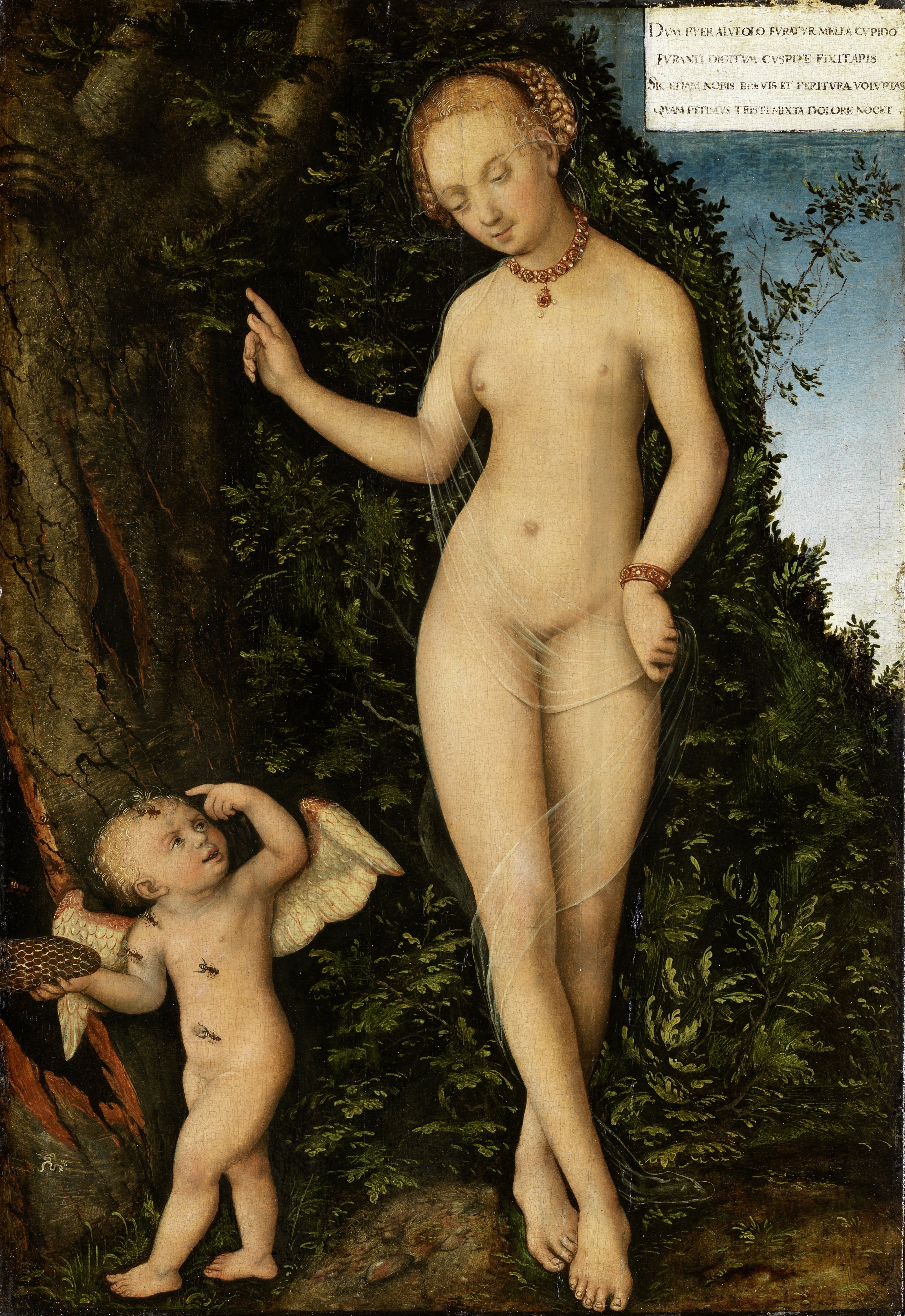
德国国家博物馆的版本，纽伦堡，1537年
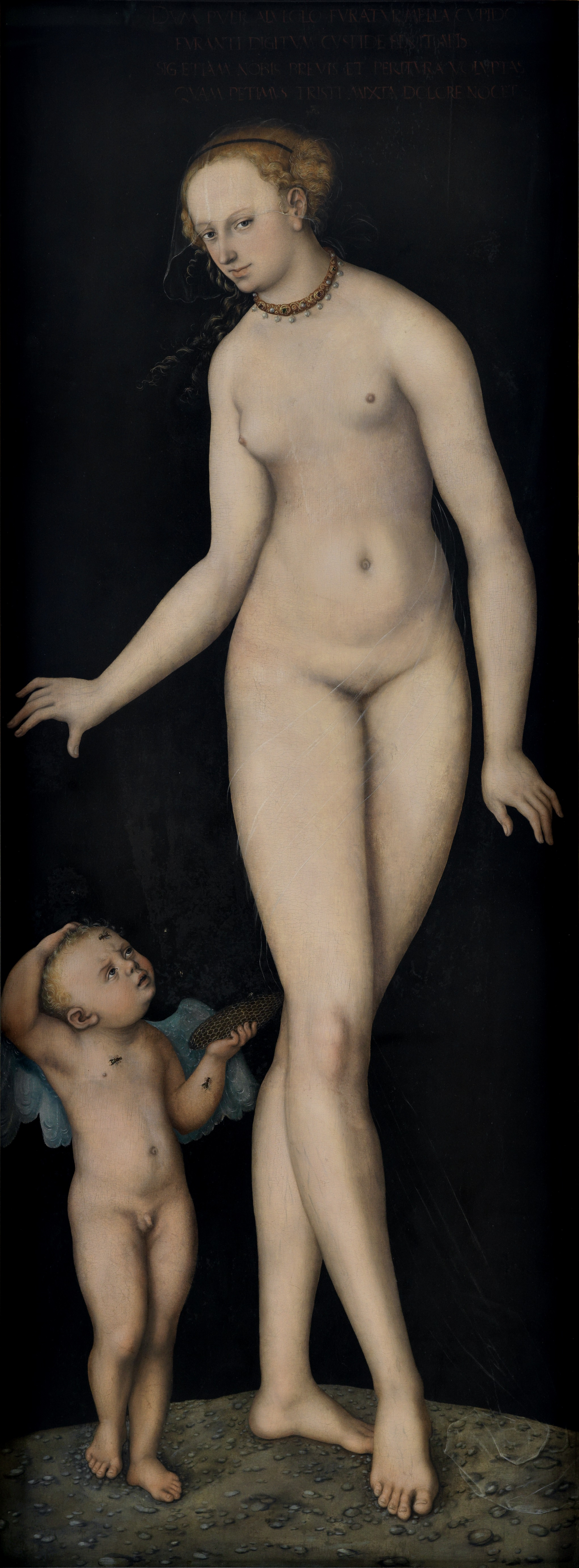
德国国家博物馆，纽伦堡，1537年后
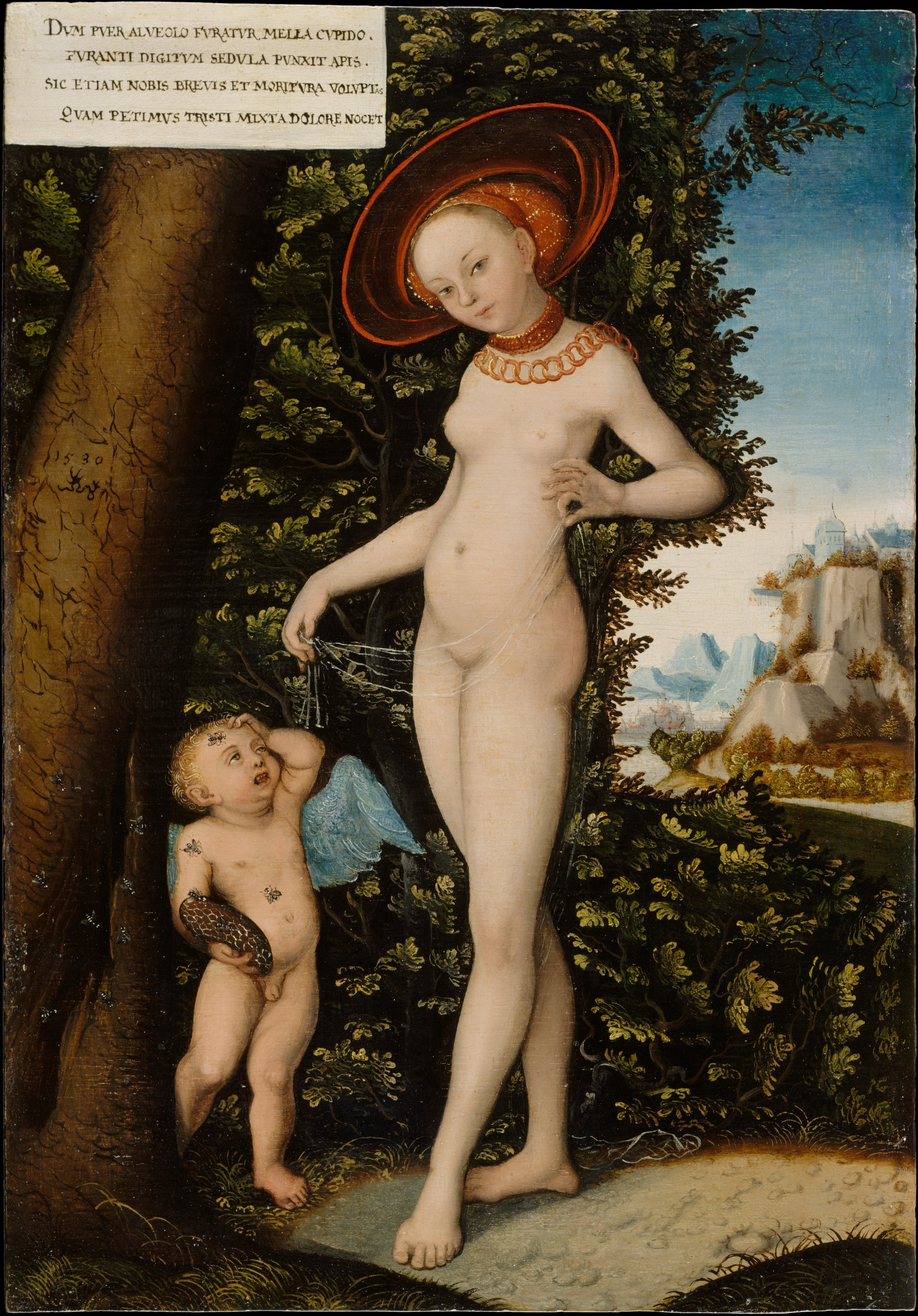
大都会艺术博物馆，追随者，1580-1620年
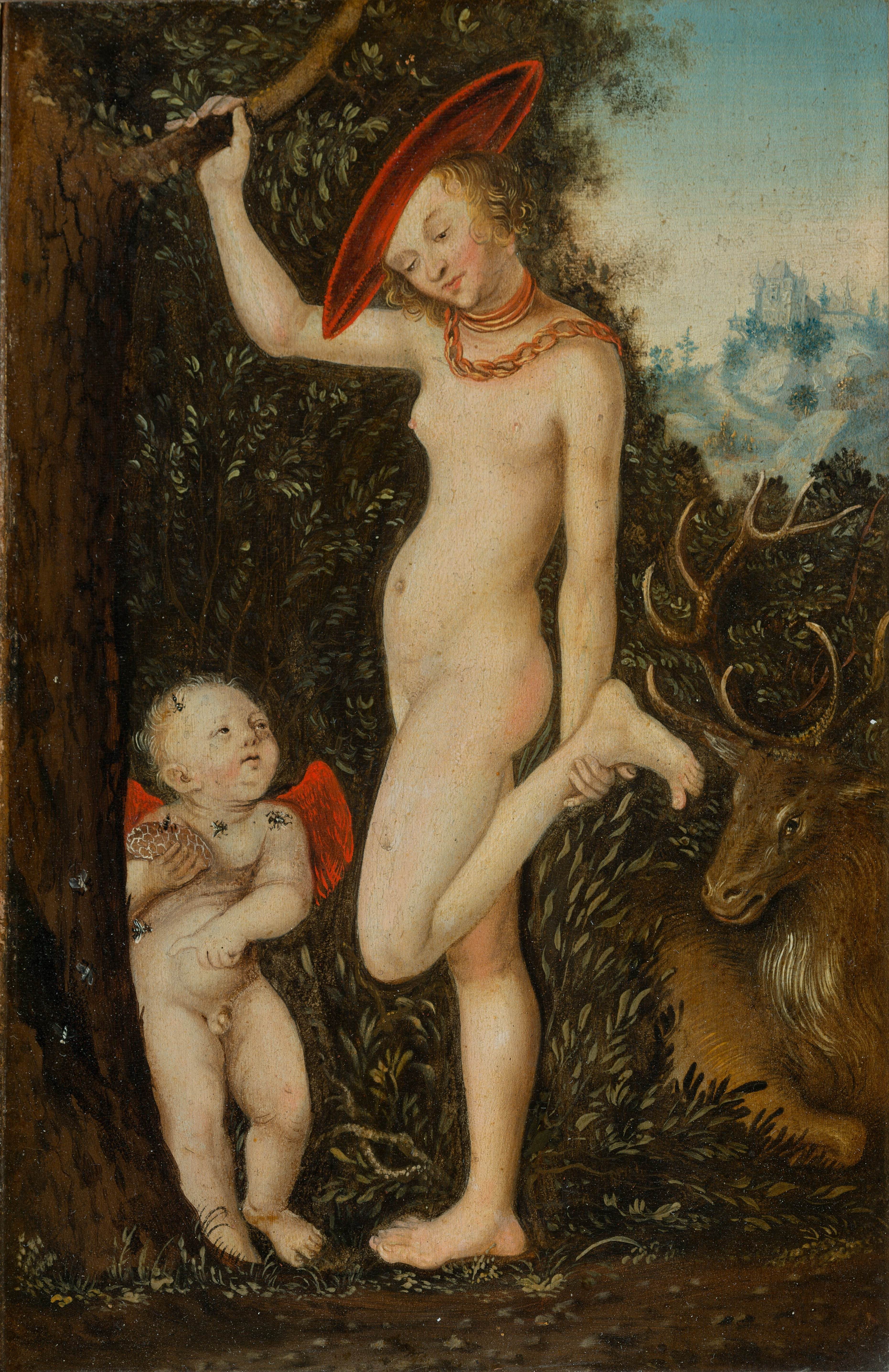
布拉格，追随者，1575-1615年
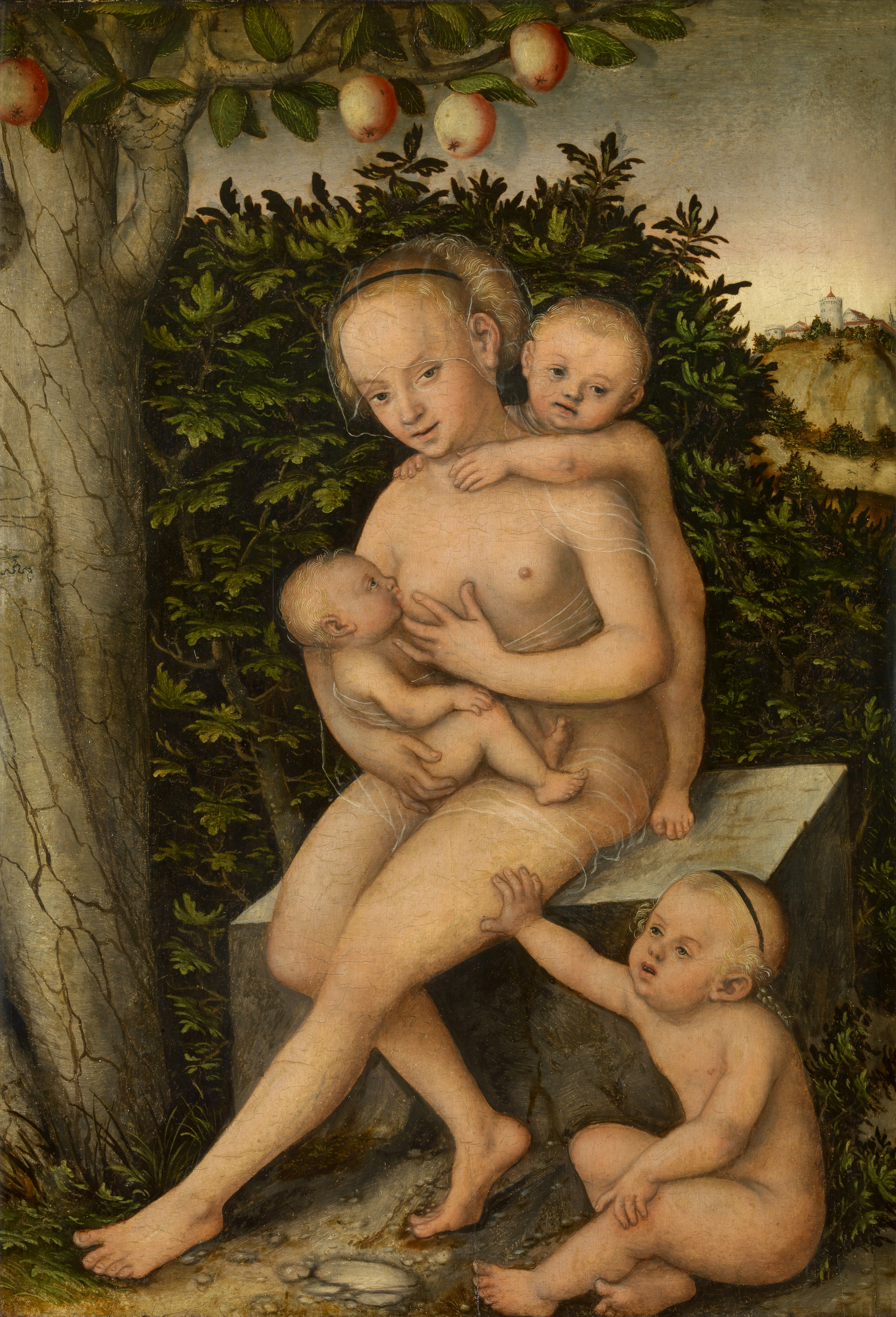
卡里塔斯，安特卫普皇家美术博物馆，1537年